# Bletchley Park
Bletchley Park är ett gods och ett museum som ligger i Milton Keynes i Buckinghamshire, cirka 70 kilometer nordväst om London. Under andra världskriget var det ett centrum för kryptoanalys och chifferforcering, i regi av den underrättelseverksamhet som gick under kodnamn Ultra.
Godset Bletchley Park köptes 1938 av MI6 i syfte att användas som en plats dit Government Code and Cypher School (GC&CS) och MI6 skulle kunna flyttas om kriget kom. Egendomen bestod av en viktoriansk herrgård och 23 hektar omkringliggande marker. Under Münchenkrisen hösten 1938 flyttades MI6:s servicesektion till Bletchley Park, den flyttades tillbaka till London efter krisen var över men de hade utrustat herrgården med kommunikationer och elektricitet, samt byggt de första trästugorna på de omkringliggande markerna.
Verksamheten på Bletchley Park inleddes på allvar i augusti 1939 när cirka 180 personer från GC&CS flyttade dit. Ett antal framstående matematiker rekryterades till Bletchley Park, bland annat Alan Turing, Bill Tutte och Gordon Welchman. Även schackmästare, lingvister och korsordsexperter rekryterades till det som av de som arbetade där kallade the Golf, Cheese and Chess Society. I slutet av 1944 hade Bletchley Park över 9 000 personer sysselsatta inom verksamheten. Personalen arbetade dygnet runt i treskift och ungefär tre fjärdedelar av de som arbetade där var kvinnor.

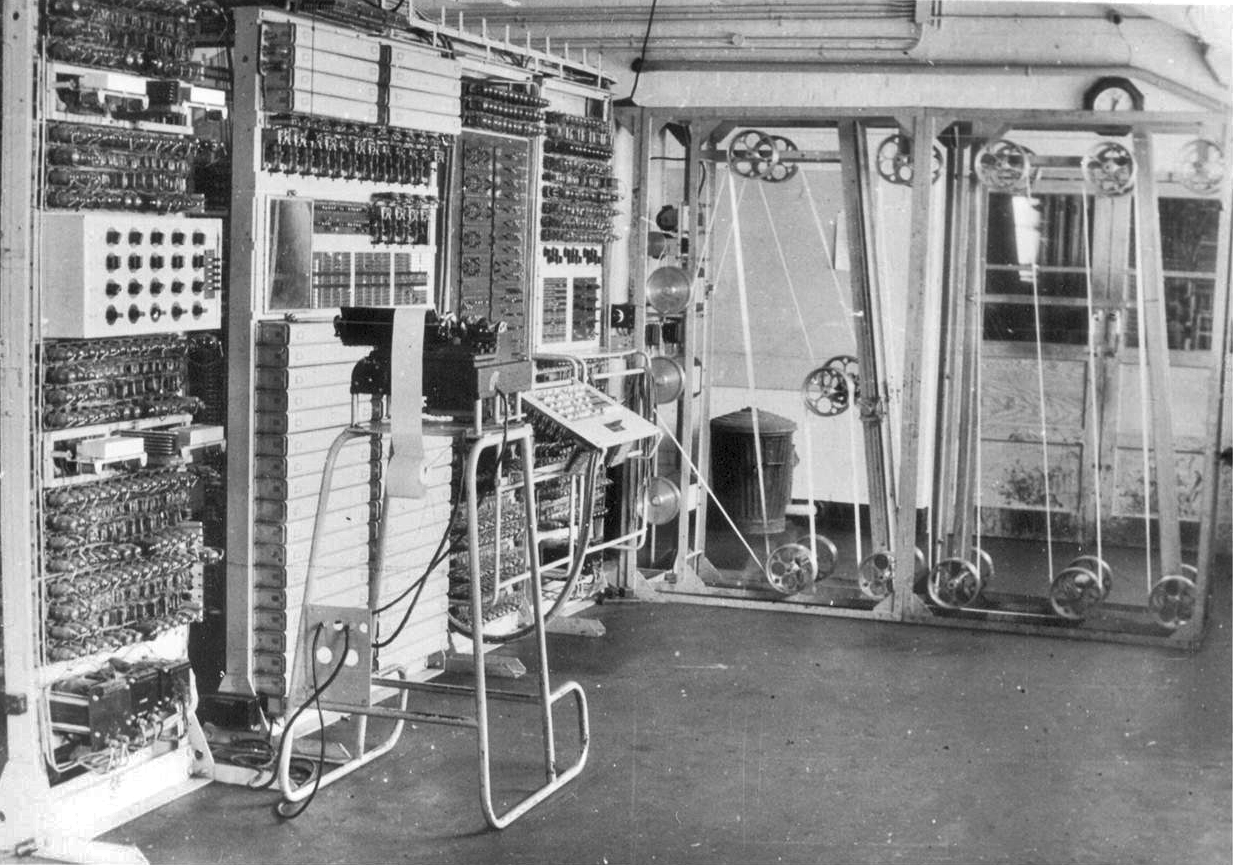
Colossus 10 i "block H" 1945.

Personalen på Bletchley Park arbetade med att avkoda meddelanden, ibland bearbetades så många som 2000 meddelanden om dagen. Dessa meddelanden hade kodats av elektroniska chiffermaskiner, särskilt av de tyska maskinerna Enigma och Lorenz. För att underlätta avkodningen designades och byggdes elektromekaniska kodknäckarmaskiner som kallades Bombes och senare under 1943 byggde man kodknäckningsdatorn Colossus. Den stod färdig i januari 1944 och började då användas i avkodningen.
Vid slutet av kriget förstördes mycket av utrustningen och dokumentationen på order av Winston Churchill och det var först på 1970-talet som händelserna där kom till allmänhetens kännedom.
Efter kriget användes byggnaderna bland annat som utbildningscentrum för lärare och postmedarbetare, det fanns 1991 även planer att riva herrgården och bygga bostäder på marken, men the Bletchley Park Trust grundades 1992 och öppnade ett museum i lokalerna 1993. Efter att Bletchley Park Trust hade samlat in 2,4 miljoner pund själva under 2011 och 2012 för att rädda de byggnader, mestadels i trä, som uppförts 1939, gavs organisationen ett stipendium på fem miljoner från Heritage Lottery Fund och en komplett restaurering påbörjades. Restaureringen färdigställdes i juni 2014.

## I populärkultur

### Filmatiseringar i urval
- Filmen Enigma (2001), baserad på Robert Harris bok, med Kate Winslet, Saffron Burrows och Dougray Scott i rollerna, utspelar sig delvis på Bletchley Park.
- ITV-serien, Bletchley circle från 2012, utspelar sig 1952 och 1953. Seriens huvudroller är fyra kvinnliga tidigare kodknäckare från Bletchley Park, som nu använder sina kunskaper till att lösa brott.
- Filmen The Imitation Game (2014), med Benedict Cumberbatch i rollen som Alan Turing, utspelar sig på Bletchley Park, och spelades delvis in där.

### Teater
- Pjäsen Breaking the Code (1986) utspelar sig på Bletchley Park.